# Muntparadox

De munt op de rechte lijn moet twee keer zoveel afstand afleggen om om zijn as te draaien dan de munt op de andere munt.

Animatie van de muntparadox

De muntparadox is een wiskundige paradox, die over een rollend muntstuk gaat.
Laat je het muntstuk over een rechte lijn rollen, dan is de munt om zijn as gedraaid als hij de afstand heeft afgelegd van precies de omtrek van de munt. Laat je het muntstuk over een andere munt van identieke afmetingen rollen, dan is hij al om zijn as gedraaid als hij over die andere munt een afstand heeft afgelegd van de halve omtrek.
De oplossing van de paradox is om te kijken naar de afstand die het middelpunt van de munt aflegt. Die afstand is in beide gevallen gelijk aan de hele omtrek van de munt. Alleen volgt het middelpunt in het eerste geval een rechte en in het tweede geval een kromme.